# شتاب‌زده (فیلم ۱۹۷۷)
شتابزده فیلم فرانسوی ساخته شده ادوار مولینارو در سال ۱۹۷۷ است. در این فیلم بازیگران مشهوری مانند آلن دلون و میری دارک بازی کرده‌اند.

## خلاصه داستان
یک فروشندۀ عتیقه‌جات چهل و خرده‌ای ساله به نام پیر نواکس یک مرد شتابزده در هر جنبه زندگیش است. یک خانه بزرگ در یک استان خریده است که در زیر آن بقایای یک عمارت رومی است. او هیچ زمانی را برای حفاری در اطراف این گنج گمشده هدر نمی‌دهد. طرح‌ها و برنامه‌های پیر تهدید می‌شوند، اولین بار توسط شهردار شهر که در شرف تصویب اجازه ساخت یک مُتل درمنطقه است و سپس توسط ادویج، دختر صاحب قبلی خانه هنگامی که مشروعیت فروش خانه راسوال می‌کند و نواکس در پاسخ، به او پییشنهاد ازدواج می‌دهد. در طی فیلم می‌بینیم که مشکلات یکی پس از دیگری فرا می‌رسند.